# SK Kiviõli Tamme Auto
Spordiklubi Kiviõli Tamme Auto, kortgezegd Tamme Auto, was een Estse voetbalclub uit Kiviõli. De club ontstond in 1999 en speelde haar wedstrijden in het Kiviõli stadion. De club speelde tussen 2008 en 2015 in de Esiliiga met een derde plaats in 2011 als beste resultaat. In 2016 trok de club zich terug uit de II liiga en staakte de activiteiten.